# Granum

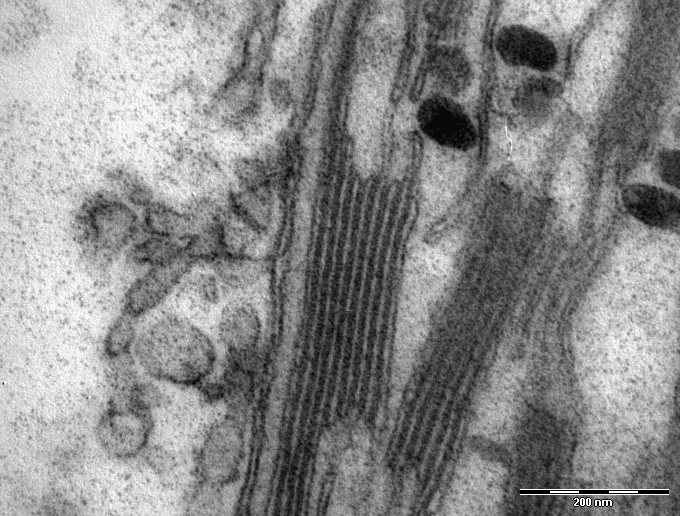
Imagem em microscópio de granum

Granum (plural: grana) são estruturas contidas no interior dos cloroplastos. Microscopicamente são vistos como grânulos verdes e apresentam-se como séries de tilacóides empilhados.
Os grana contêm as clorofilas e os carotenóides além de ser a estrutura onde se realizam as reações de luz na fotossíntese.